# Ieoh Ming Pei
Ieoh Ming Pei (Kanton, 26 april 1917 – New York, 16 mei 2019), beter bekend als I. M. Pei, was een Chinees-Amerikaans architect die wordt gezien als een van de meest toonaangevende architecten van de 20e eeuw.

## Biografie
Pei was de zoon van een directeur van de Bank of China. Het huis waarin hij opgroeide, bevat een van de klassieke tuinen van Suzhou die sinds 1997 op de Werelderfgoedlijst staan.
Hij studeerde aan St. Paul's College in Hongkong en St. John's Middle School in Shanghai voor hij op 18-jarige leeftijd naar de Verenigde Staten vertrok om architectuur te studeren aan de University of Pennsylvania. Hij behaalde een bachelor in architectuur aan het Massachusetts Institute of Technology in 1940. Verder heeft hij dan ook nog aan de Harvard Graduate School of Design gestudeerd. In 1944 keerde hij terug naar Harvard, waar hij studeerde onder Walter Gropius. Hij kreeg een master in architectuur in 1946. In 1948 nam William Zeckendorf Pei aan bij het bedrijf van Webb en Knapp, waar hij “director of architecture” werd. Bij dit bedrijf werkte hij aan vele grote projecten in het land en ontwierp hij zijn gebouwen in de stijl van Mies van der Rohe. Hij kreeg het Wheelwright traveling fellowship in 1951.
In 1954 werd hij genaturaliseerd tot Amerikaans staatsburger. Een jaar later begon Pei zijn eigen architectenbureau in New York, I.M. Pei & Partners, in 1989 hernoemd tot Pei Cobb Freed & Partners.
Vanaf die tijd liet de invloed zich gelden van de Franse architect van het modernisme: Le Corbusier. Evenals Le Corbusier ging Pei ‘brutalistische’ gebouwen ontwerpen; gebouwen van ruw beton en bestaande uit blokachtige, geometrische en zich herhalende vormen. Collages van ongebruikelijke stereometrische vormen van glas en beton werden Peis handelsmerk.
Pei won in 1983 de Pritzker Prize, de belangrijkste architectuurprijs ter wereld, en in 1989 kreeg hij de prestigieuze Japanse kunstprijs Praemium Imperiale. In de V.S. kreeg hij in 1988 de National Medal of Arts en in 1993 de Medal of Freedom toegekend. Ook werd hij in 1993 benoemd tot officier in het Franse Legioen van Eer.
Pei bleef tot zijn dood actief als architect. Hij was 91 jaar oud toen zijn laatste ontwerp, het Museum voor Islamitische Kunst in de hoofdstad van Qatar, werd geopend in 2008.

## Bekende gebouwen
Bekende gebouwen van Pei zijn:
- de piramide op de binnenplaats van het Louvre in Parijs
- het Musée d'Art Moderne Grand-Duc Jean in Luxemburg
- de Rock and Roll Hall of Fame in Cleveland, Ohio
- de John F. Kennedy Library in Boston, Massachusetts
- de Bank of China Tower in Hongkong
- de nieuwe vleugel van het Historisches Museum in Berlijn
- het Museum van Suzhou in Suzhou
- het Museum voor Islamitische Kunst in Doha

## Afbeeldingen

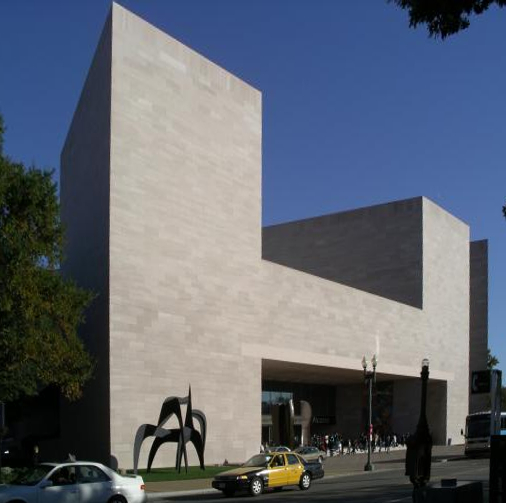
National Gallery of Art oostelijk gebouw Washington, D.C.
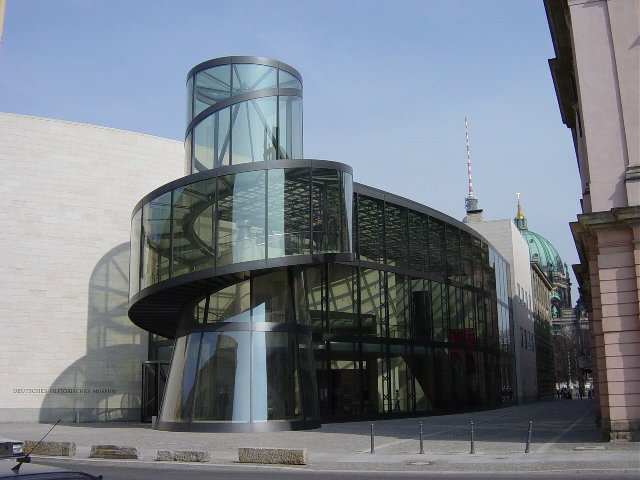
Deutsches Historisches Museum nieuwe vleugel Berlijn
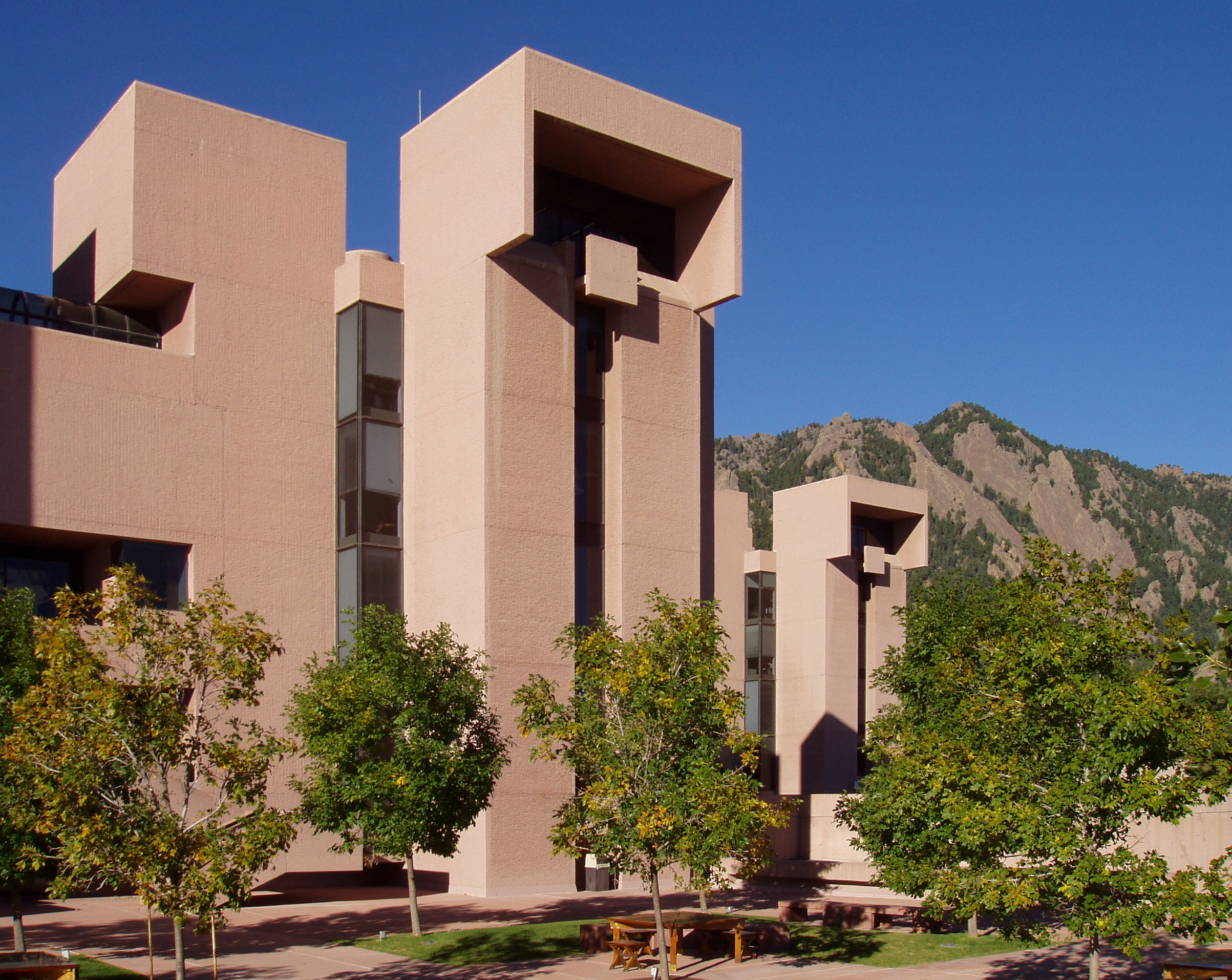
National Center for Atmospheric Research Boulder, Colorado
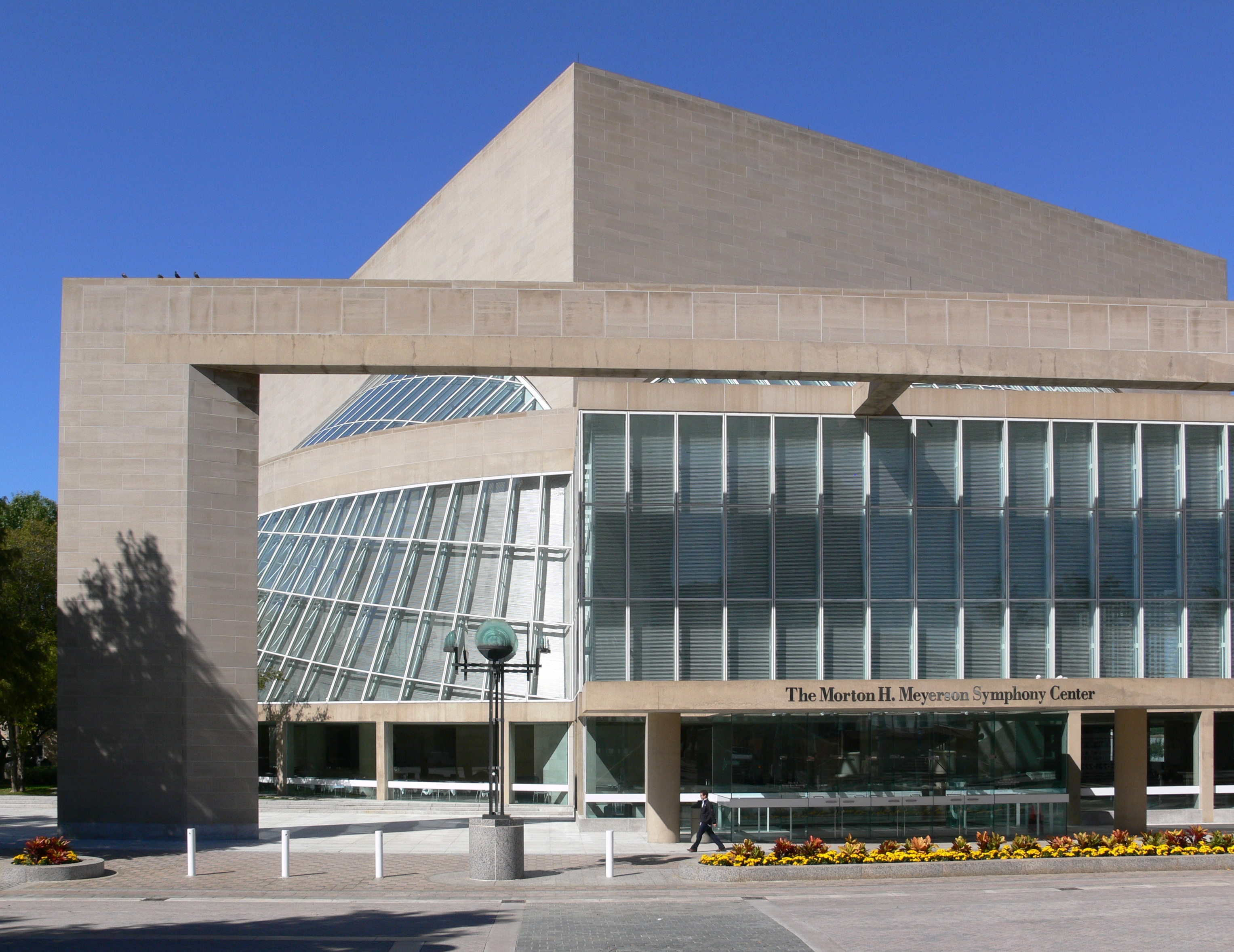
Morton H. Meyerson Symphony Center Dallas
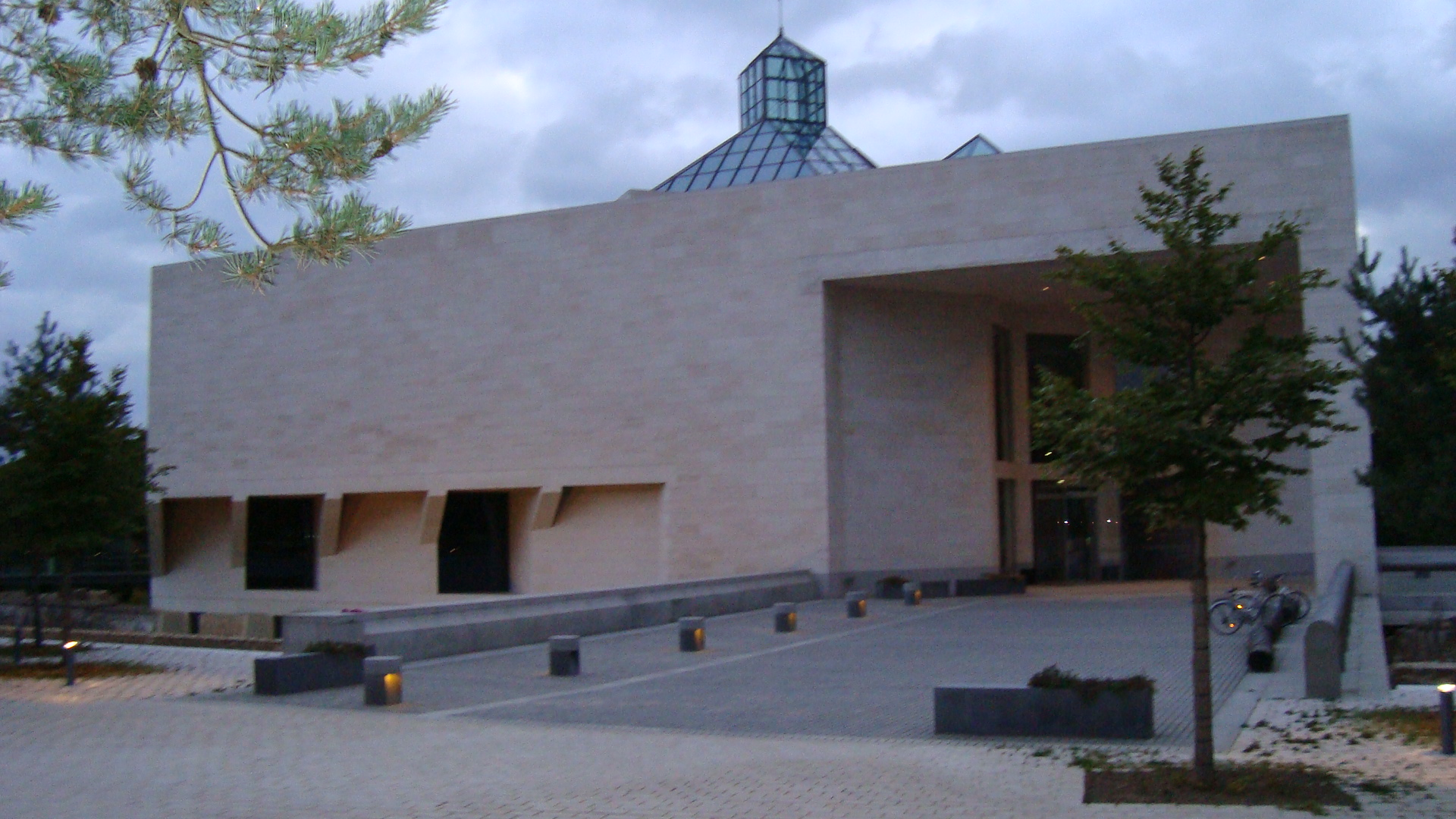
MUDAM Luxemburg
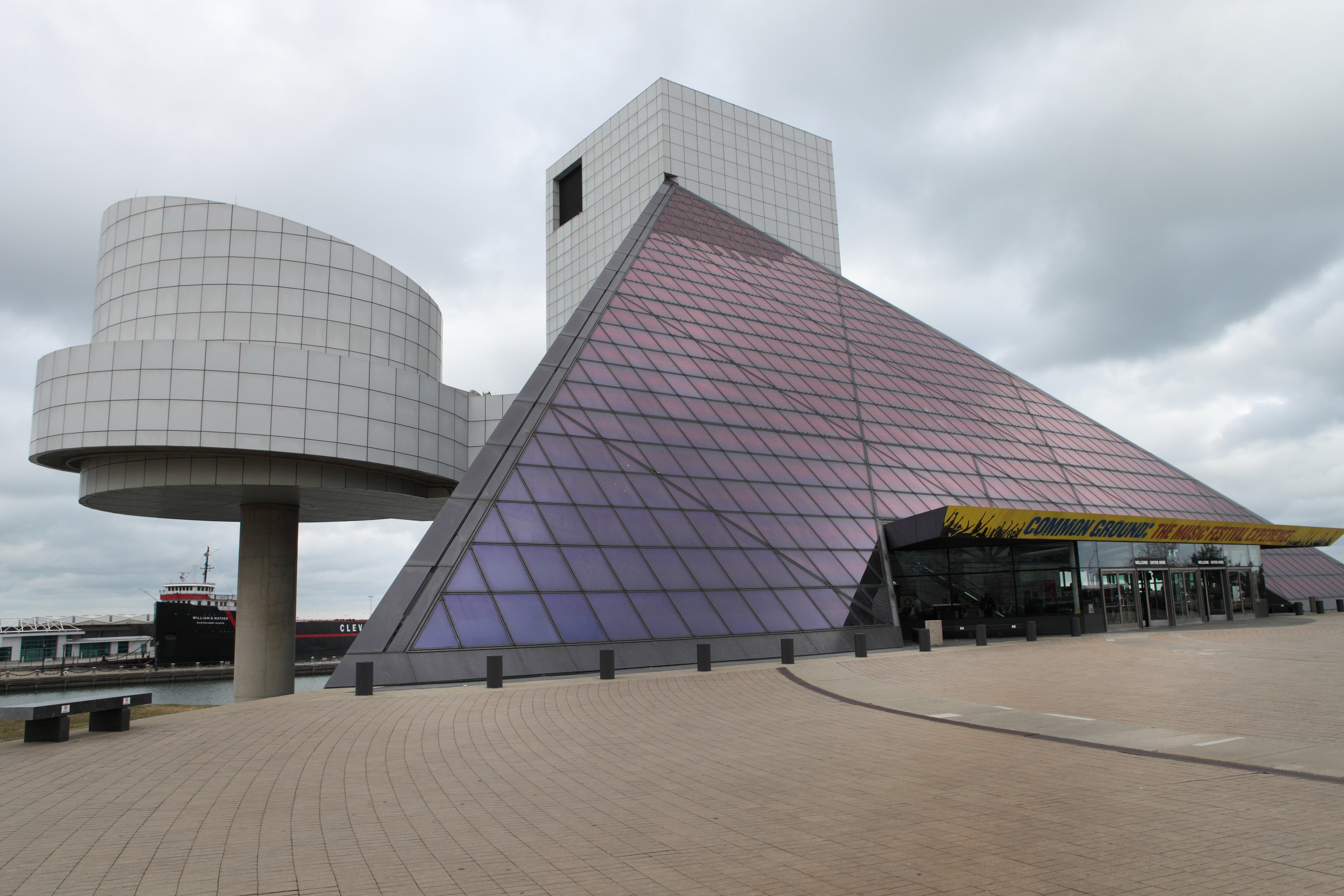
Rock and Roll Hall of Fame Cleveland, Ohio
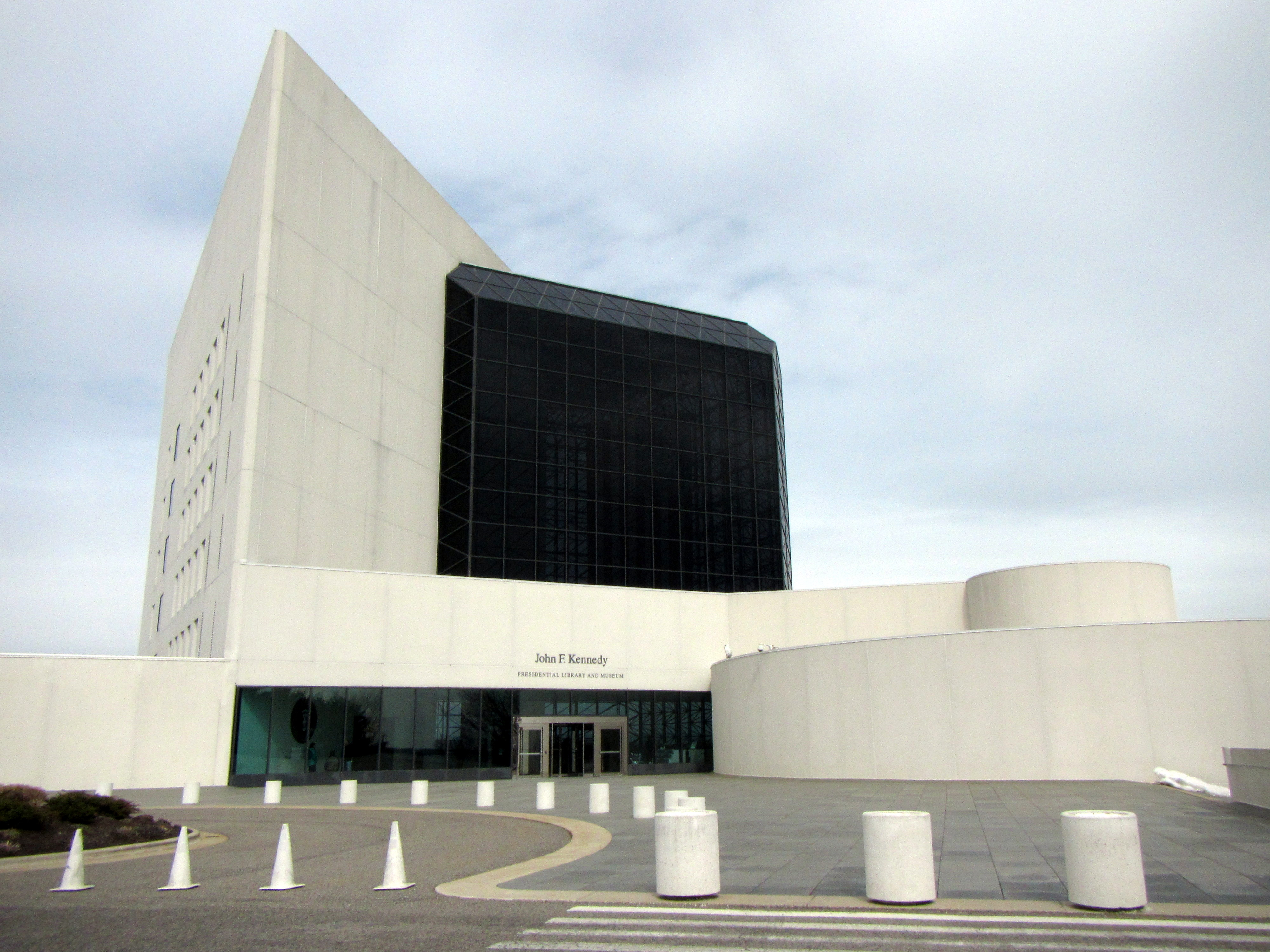
John F. Kennedy Library Boston, Massachusetts
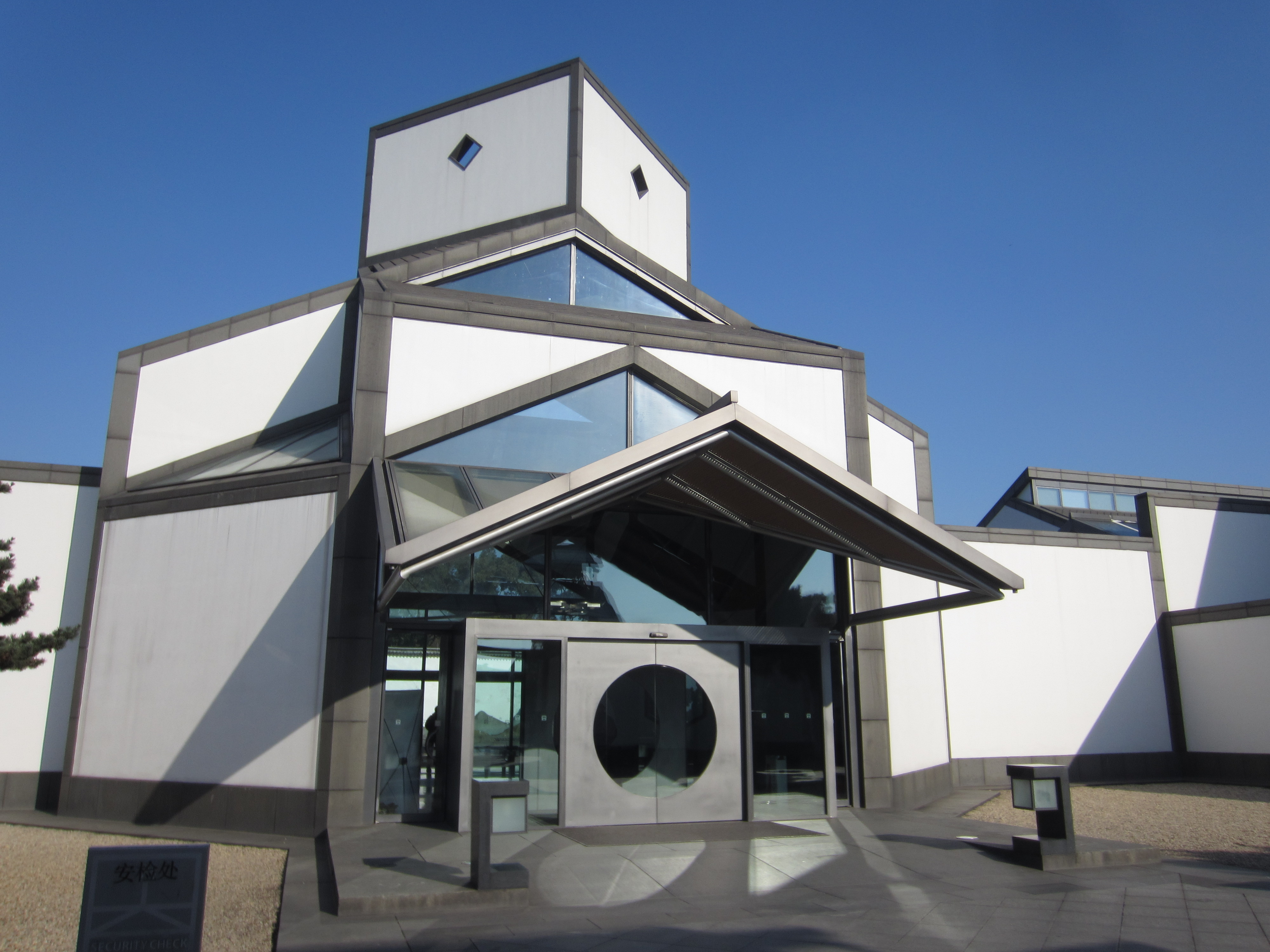
Museum van Suzhou Suzhou
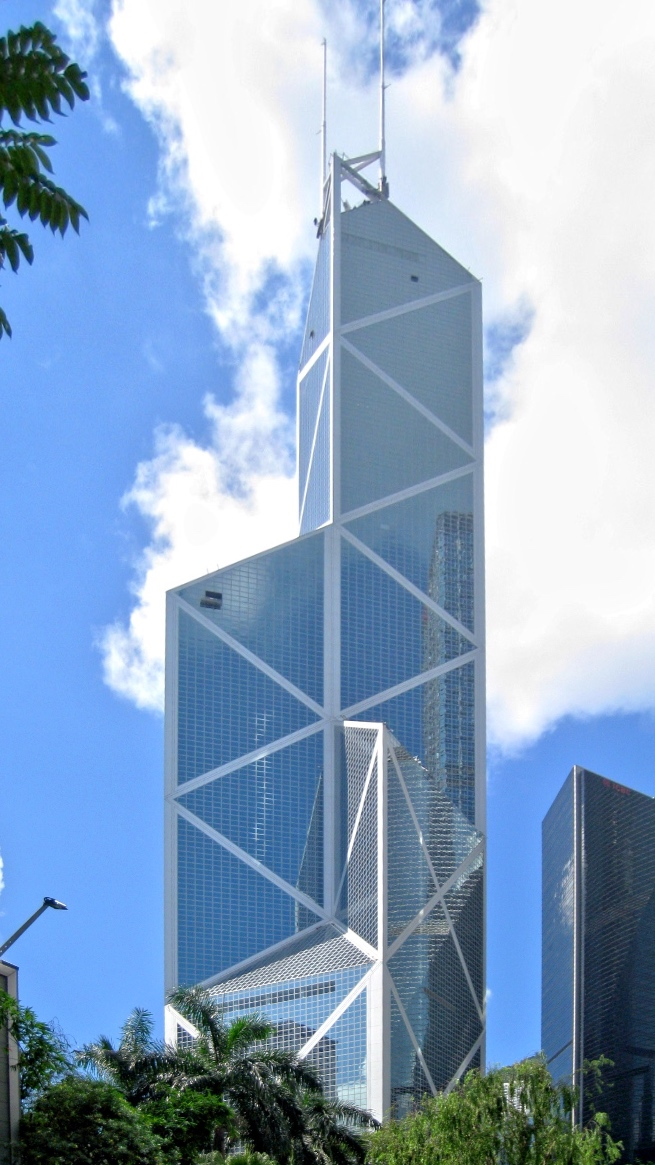
Bank of China Tower Hongkong

- Bibsys: 90569702
- Biblioteca Nacional de España: XX1393424
- Bibliothèque nationale de France: cb12058266w (data)
- Catàleg d'autoritats de noms i títols de Catalunya: 981058511039506706
- CiNii: DA00971178
- Gemeinsame Normdatei: 118890468
- International Standard Name Identifier: 0000 0000 8168 335X
- Library of Congress Control Number: n79065003
- Nationale Bibliotheek van Letland: 000243554
- Musée national d'archéologie, d'histoire et d'art: lkl002671
- National Archives and Records Administration: 10581710
- Bibliotheek van het Japanse parlement: 00452422
- Nationale Bibliotheek van Tsjechië: xx0004002
- Nationale bibliotheek van Australië: 36227748
- Nationale Bibliotheek van Israël: 987007421746805171
- Nationale en Universitaire bibliotheek Zagreb: 000497248
- Nederlandse Thesaurus van Auteursnamen: 07403426X
- Réseau des bibliothèques de Suisse occidentale: 02-A003678902
- RKD-Nederlands Instituut voor Kunstgeschiedenis: 232643
- Système universitaire de documentation: 028078020
- Trove: 1233079
- Union List of Artist Names: 500029268
- Virtual International Authority File: 2491588
- WorldCat: E39PBJmdvDrfX9jRtD3KgRFdwC

Philip Johnson (1979) · Luis Barragán (1980) · James Stirling (1981) · Kevin Roche (1982) · I.M. Pei (1983) · Richard Meier (1984) · Hans Hollein (1985) · Gottfried Böhm (1986) · Kenzo Tange (1987) · Gordon Bunshaft en Oscar Niemeyer (1988) · Frank Gehry (1989) · Aldo Rossi (1990) · Robert Venturi (1991) · Álvaro Siza (1992) · Fumihiko Maki (1993) · Christian de Portzamparc (1994) · Tadao Ando (1995) · Rafael Moneo (1996) · Sverre Fehn (1997) · Renzo Piano (1998) · Norman Foster (1999) · Rem Koolhaas (2000) · Herzog & de Meuron (2001) · Glenn Murcutt (2002) · Jørn Utzon (2003) · Zaha Hadid (2004) · Thom Mayne (2005) · Paulo Mendes da Rocha (2006) · Richard Rogers (2007) · Jean Nouvel (2008) · Peter Zumthor (2009) · Kazuyo Sejima en Ryue Nishizawa (SANAA) (2010) · Eduardo Souto de Moura (2011) · Wang Shu (2012) · Toyo Ito (2013) · Shigeru Ban (2014) · Frei Otto (2015) · Alejandro Aravena (2016) · Rafael Aranda, Carme Pigem en Ramon Vilalta (RCR Arquitectes) (2017) · Balkrishna Doshi (2018) · Arata Isozaki (2019) · Grafton Architects (2020) · Anne Lacaton en Jean-Philippe Vassal (2021) · Francis Kéré (2022) · David Chipperfield (2023)